# 社区发展理事会

新加坡社區發展理事會的分區

社區發展理事會（英語：Community Development Council，簡稱：CDC），受1997年社區發展委員會規則的管轄，是一個政府主導的組織，將基層組織和社區計畫組織成較小的地方單位，作為新加坡政府與社區之間的橋樑。它鼓勵更廣泛社區的志願服務，並在政府撥款的幫助下組織社區和社會援助計劃。

## 外部連結
- 官方网站